# 송도 아트윈 푸르지오
송도 아트윈 푸르지오(영어: Songdo Artwin Prugio)는 대한민국 인천광역시 연수구 송도국제도시 (송도동)에 위치한 마천루이자 쌍둥이 초고층 아파트 단지다. 2015년 기준 대한민국에서 37번째로 높은 60층 건물이다. 2015년 9월에 입주한 60층 아파트의 2개동 999세대와, 20층 옆건물안의 오피스텔로 이루어져있다.
송도 아트윈 푸르지오의 101동과 102동은 지상 60층이며 높이는 208m이다. 2015년 8월 완공 당시 송도 더샵 퍼스트월드(67층, 237m) 다음으로 높은 아파트가 되었다. 인천광역시의 마천루(아파트 포함)는 대부분 송도국제도시, 청라국제도시에 있으며 아파트 단지도 마찬가지다.

## 역사
2011년에 인천아트센터 송도 아트윈이라는 명칭을 정했고 계획을 시작하였다. 12월에는 송도 아트윈 푸르지오라는 공식 명칭으로 정했다. 2012년에 착공하여 2015년에 완공하였고 같은 해 9월에 입주가 시작되었다. 2016년에 오피스텔의 분양이 완료되었고 2017년 9월에 송도 아트윈몰 분양이 시작되었다.

## 구성
송도 아트윈 푸르지오의 구성 항목에는 아트윈 푸르지오 아파트, 아트윈 푸르지오, 단지내 근린시설, 송도 아트윈몰 등이 있다.
아파트 건물 옆에는 홀리데이인 호텔, 아트윈 오피스텔이 있다. 
아트윈 푸르지오 아파트는 60층까지 있으며 999세대가 있다. 아파트 거주세대는 총 60층 중, 4층부터 60층까지이다. 아파트 단지 내에서 근린생활시설은 2층, 36층에 있다. 
홀리데이인 호텔과 아트윈 오피스텔은, 아트윈 푸르지오 아파트와는 다른 건물로 분리되어 있으며, 아파트와는 출입구가 다르다. 호텔건물은 지하 1층에서 지상 2층, 12층 ~ 20층까지 구성되어 있다. 아트윈오피스텔은 호텔건물 안의 3층 ~ 11층까지에 있다.
| 건물                                       | 층수                       | 용도                  | 비고    |
| ------------------------------------------ | -------------------------- | --------------------- | ------- |
| 60층 아파트 건물                           | 60층 아파트의 4층~60층     | 아파트                | 999세대 |
| 오피스텔(옆 홀리데이인 호텔건물 안에 있음) | 20층 호텔건물의 3층 ~ 11층 | 오피스텔              | 237실   |
| 아파트내 근린생활시설                      | 2층, 36층                  | 아파트내 근린생활시설 |         |
| 송도 아트윈몰                              | 1층                        | 쇼핑                  |         |

## 특징

### 아파트
지하 5층 ~ 지상 60층 2개동의 아파트 총 999세대 규모이며 난방 방식은 지역난방, 열병합이다. 송도국제도시 1공구에 위치했으며 인천 지하철 1호선 센트럴파크역과 연결된 초역세권 아파트이다.

### 엘리베이터
티센크루프 제품의 엘리베이터가 설치되어 있으며, 각 동마다 8대씩 배치되어 있다. 엘리베이터 내부에는 음악이 흘러나온다. 속도는 분속 240m으로 매우 빠른 편이다.

## 내부 시설
송도 아트윈푸르지오 아파트는 101동 시설과 102동 시설로 구성되어있다. 1층에서 3층까지는 각 동마다 시설이 다르다.
| 층수                | 101동                | 102동                      |
| ------------------- | -------------------- | -------------------------- |
| 41층 ~ 60층         | 주거시설             | 주거시설                   |
| 40층                | 기계실, 피난안전구역 | 기계실, 피난안전구역       |
| 21층 ~ 39층         | 주거시설             | 주거시설                   |
| 20층                | 기계실, 피난안전구역 | 기계실, 피난안전구역       |
| 12층 ~ 19층         | 주거시설             | 주거시설                   |
| 4층 ~ 11층          | 주거시설             | 주거시설                   |
| 3층                 | 주거시설             | 게스트룸, 보육시설, 도서관 |
| 2층                 | 필로티               | 근린생활시설               |
| 1층                 | 필로티, 로비         | 필로티, 로비               |
| 지하 5층 ~ 지하 1층 | 지하주차장           | 지하주차장                 |

## 대중문화
- 2018년에 개봉한 일본 영화 명탐정 코난: 제로의 집행인에 나온다.
- SBS 드라마 펜트하우스 3 14회에 나온다.

## 갤러리

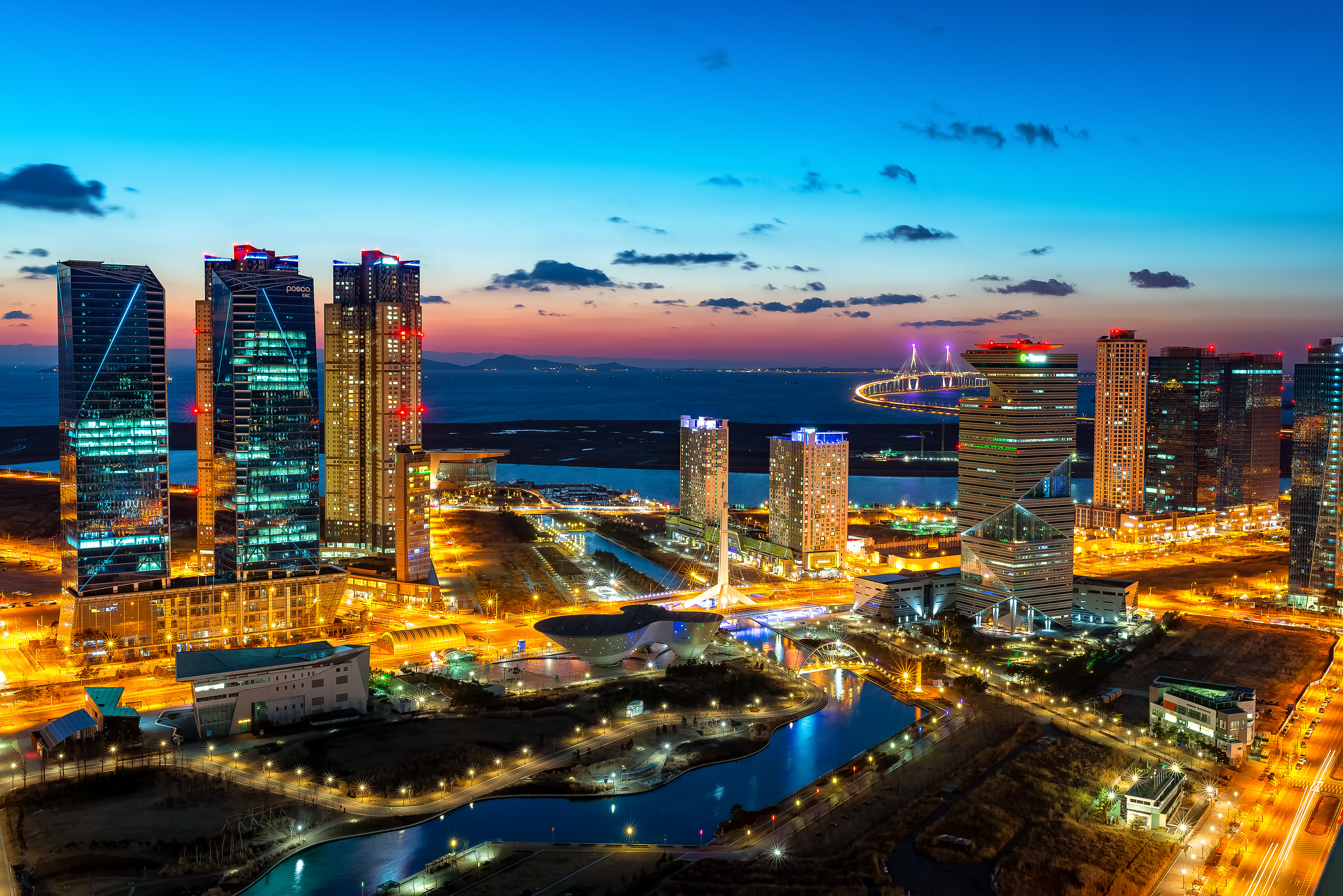

## 같이 보기
- 대한민국의 마천루 목록
- 인천광역시의 마천루 목록